# Zwartewaterland
Zwartewaterland é um município dos Países Baixos, situado na província de Overissel. Tem 87,86 km² de área e sua população em 2020 foi estimada em 22.755 habitantes.